# BMW M88

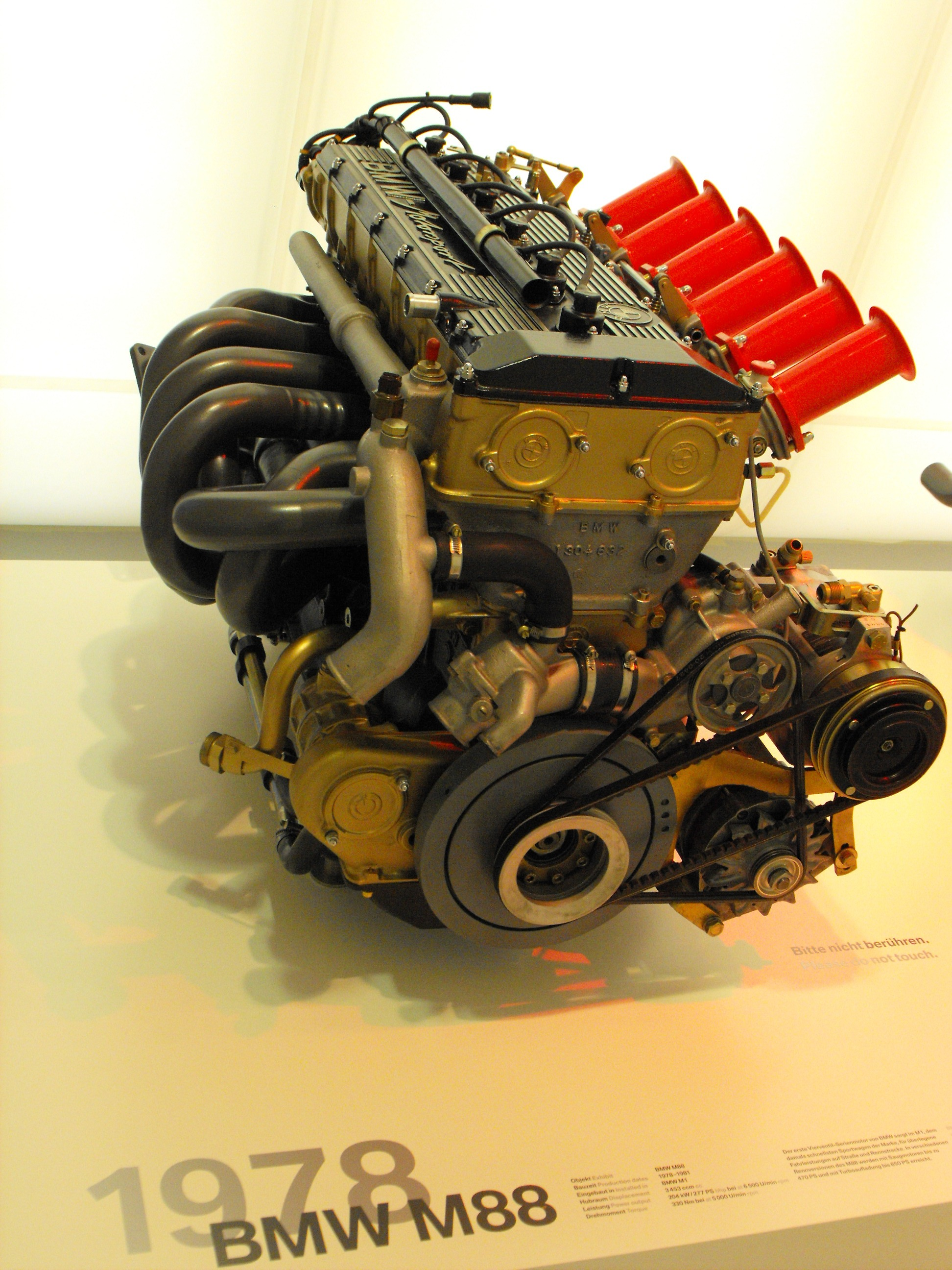
BMW M88

La BMW M88 è una famiglia di motori prodotti ed utilizzati dal 1978 al 1995 dalla Casa automobilistica tedesca BMW.

## Origini ed evoluzione

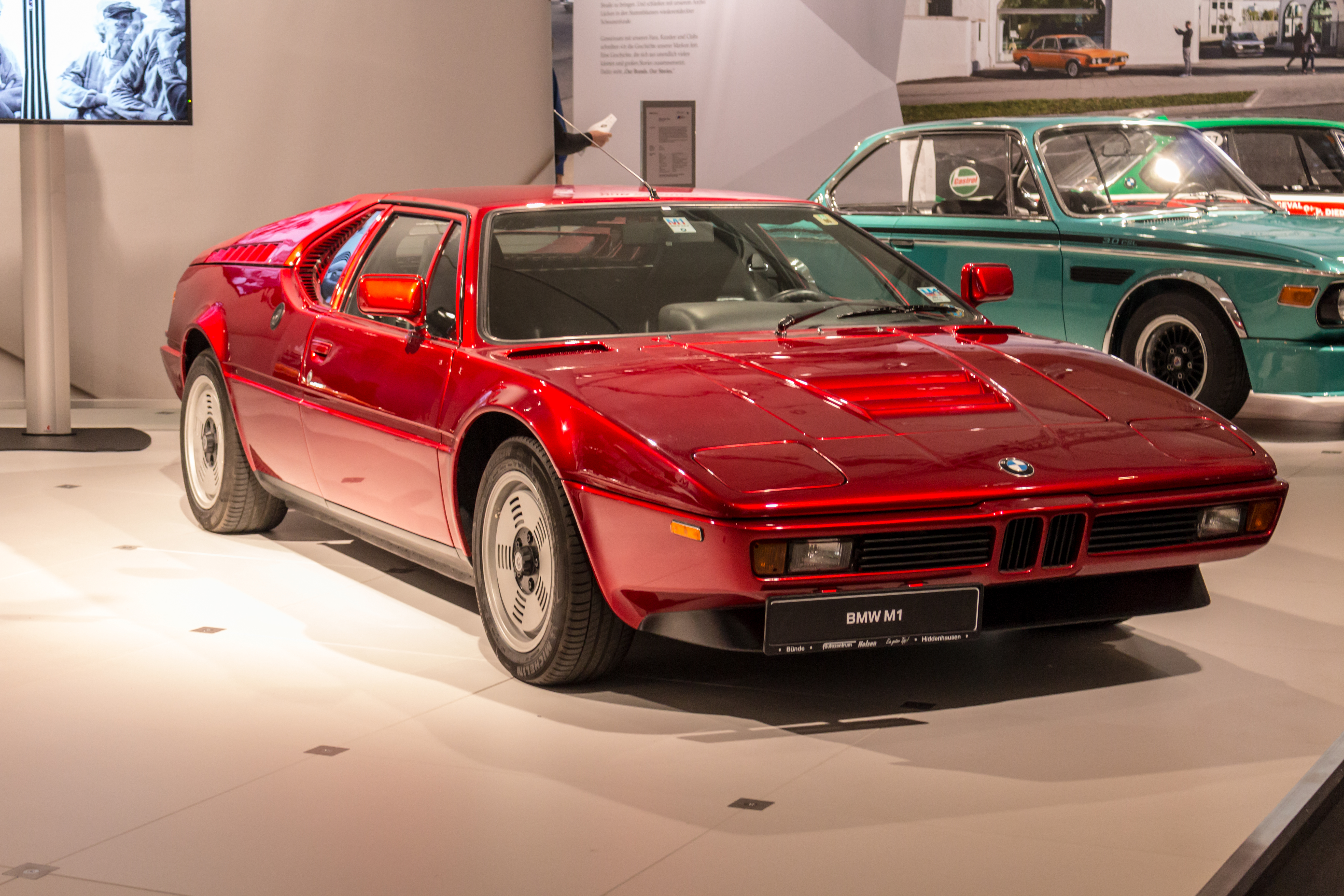
BMW M1, prima vettura a esordire con il M88

La famiglia dei motori M88 nacque a metà degli anni settanta quando alla BMW si pensò di creare una vettura sportiva da impiegare nelle competizioni ed in grado di contrastare il dominio della Porsche nel settore GT. Oltre ad una vettura con le caratteristiche appropriate (carrozzeria profilata, baricentro assai basso) occorreva anche un propulsore ad alte prestazioni dagli altrettanto adeguati requisiti. Per realizzare tale propulsore si partì da una base già esistente e che già aveva dato tante soddisfazioni in campo sportivo alla casa bavarese. Questo motore scelto come base di partenza era il 6 cilindri siglato M49 (noto anche come M30B30) e facente parte della grande famiglia di motori M30, che equipaggiò a suo tempo la BMW 3.0 CSi.
Partendo da tale base, le misure di alesaggio e corsa vennero portate rispettivamente da 89 a 93,4 e da 80 ad 84 mm. Le nuove misure di alesaggio e corsa erano quindi di 93,4x84 mm, con una cilindrata totale di 3453 cm³. Oltre a ciò, venne montata una testata completamente nuova, caratterizzata da una distribuzione non più a due bensì a quattro valvole per cilindro e con due assi a camme in testa anziché uno. L'alimentazione, infine, passò dall'iniezione elettronica Bosch D-Jetronic, all'iniezione meccanica Kugelfischer.
Quanto descritto traccia anche un ritratto generale delle caratteristiche dei motori della famiglia M88 nelle loro evoluzioni e versioni, eccezion fatta per le ultime due evoluzioni, di cilindrata maggiorata. 

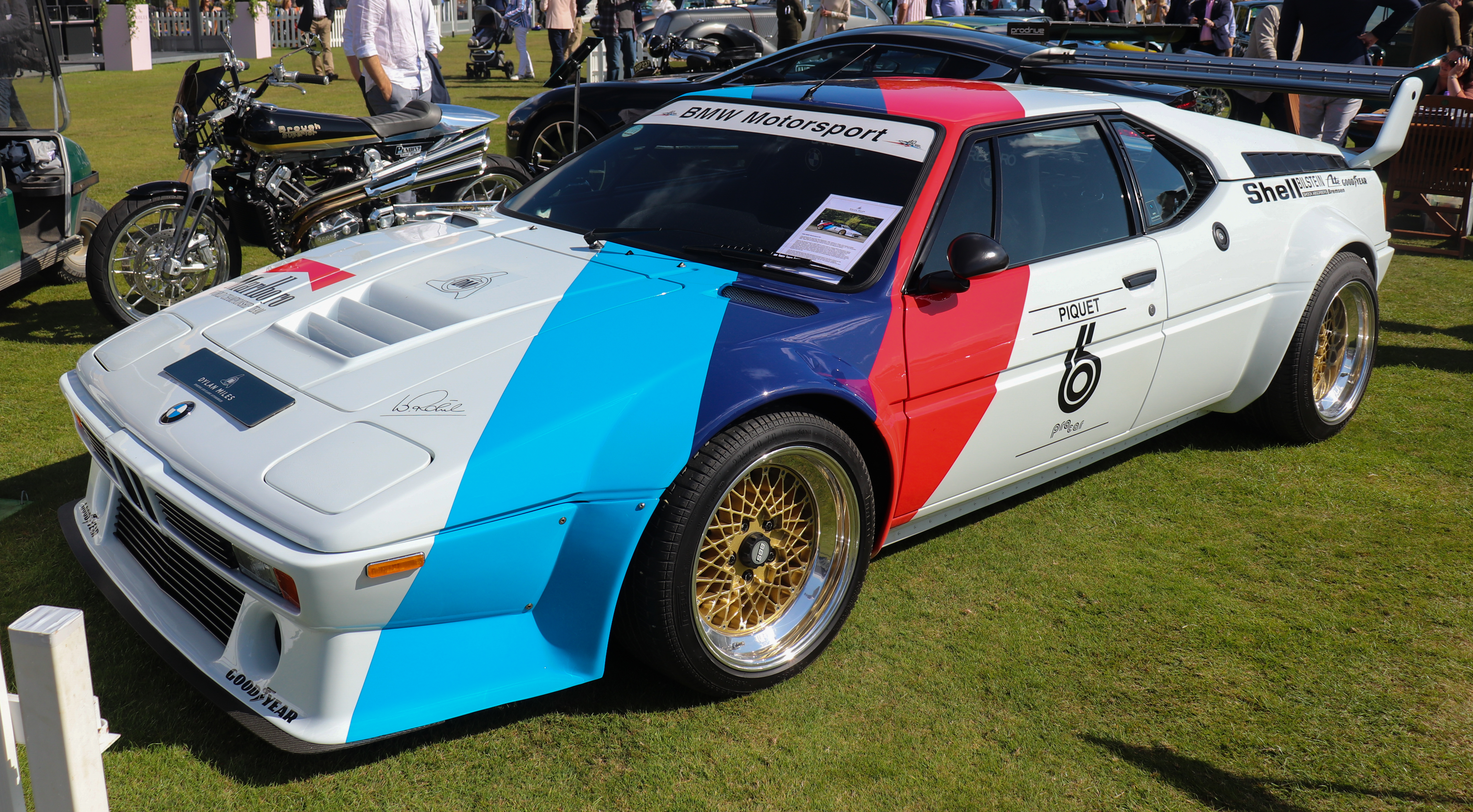
BMW M1 Procar

## Versioni e applicazioni
Di seguito vengono descritte le caratteristiche distintive dall'una all'altra versione.

### S32B35
Questo motore è stato utilizzato sulla M1 stradale prodotta dal 1978 al 1981. Tale propulsore erogava una potenza massima di 277 CV a 6500 giri/min, mentre la coppia massima era di 330 N·m a 5000 giri/min.

### M88/1
Con questa sigla viene indicato il propulsore della M1 Procar, ossia la M1 utilizzata per uno specifico campionato monomarca denominato Campionato ProCar. Tale propulsore derivava strettamente da quello utilizzato in ambito stradale, ma beneficiò di sostanziosi aggiornamenti, come nuovi assi a camme più spinti, valvole maggiorate, nuovi corpi farfallati, un nuovo scarico più prestante e pistoni forgiati. Grazie a queste e ad altre modifiche, la potenza massima di tale propulsore raggiunse un range compreso tra i 470 ed i 490 CV.

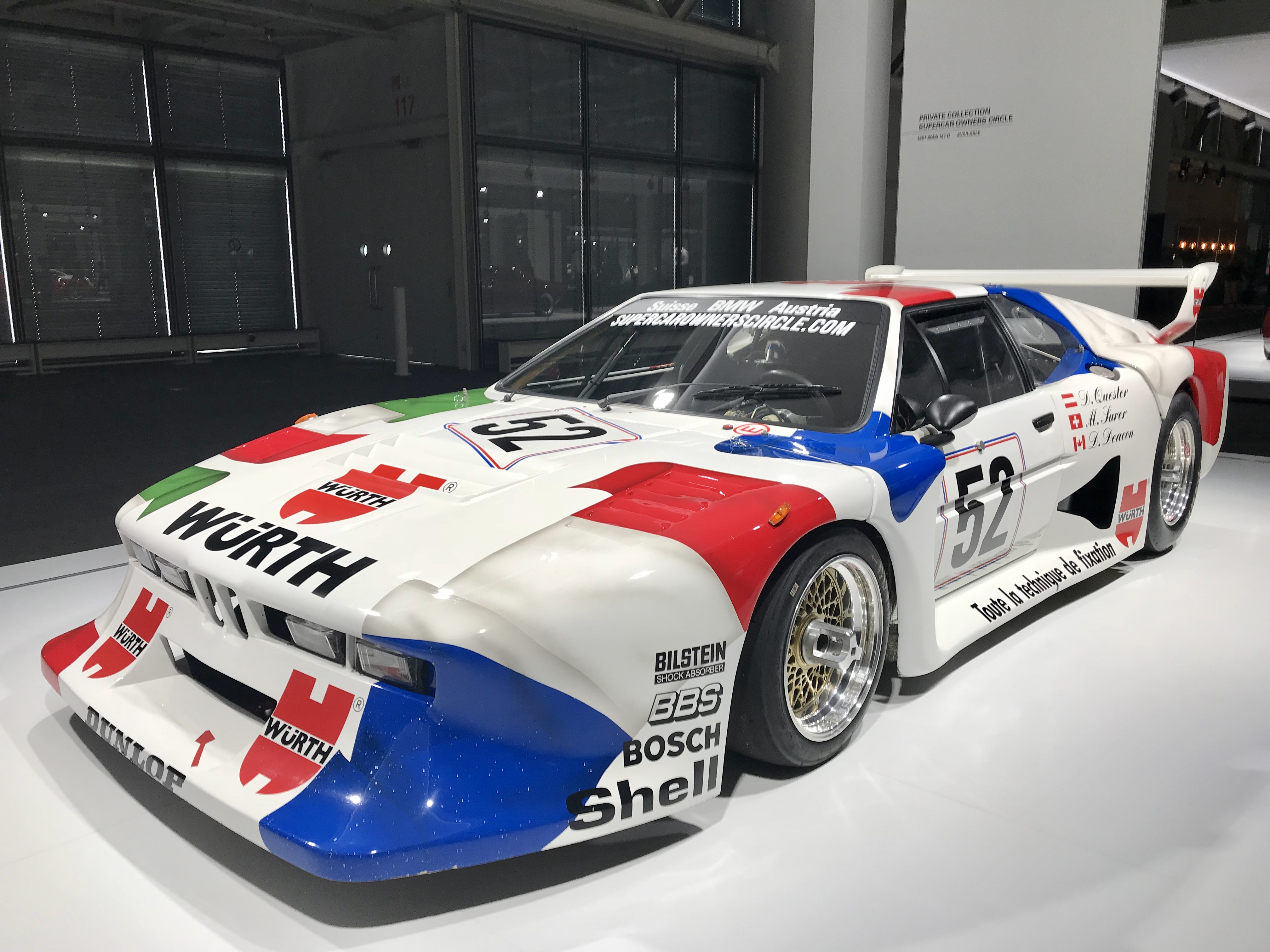
M1 Gruppo 5

Altri motori derivati da questo motore furono a lungo usati negli anni '80 da piccoli costruttori di vetture Gruppo C, come Sauber, Sehcar, Argo. Sthemo.

### M88/2
Questa sigla identifica un'ulteriore evoluzione dell'originale motore di derivazione M1. In sostanza si tratta di un M88/1 da 3190 cc sovralimentato mediante due turbocompressori. La potenza massima era a questo punto compresa tra i 700 ed i 1000 CV, due valori enormi, specie all'epoca.
Questo propulsore venne montato sulle M1 concepite per gareggiare in Gruppo 5. 

### M88/3

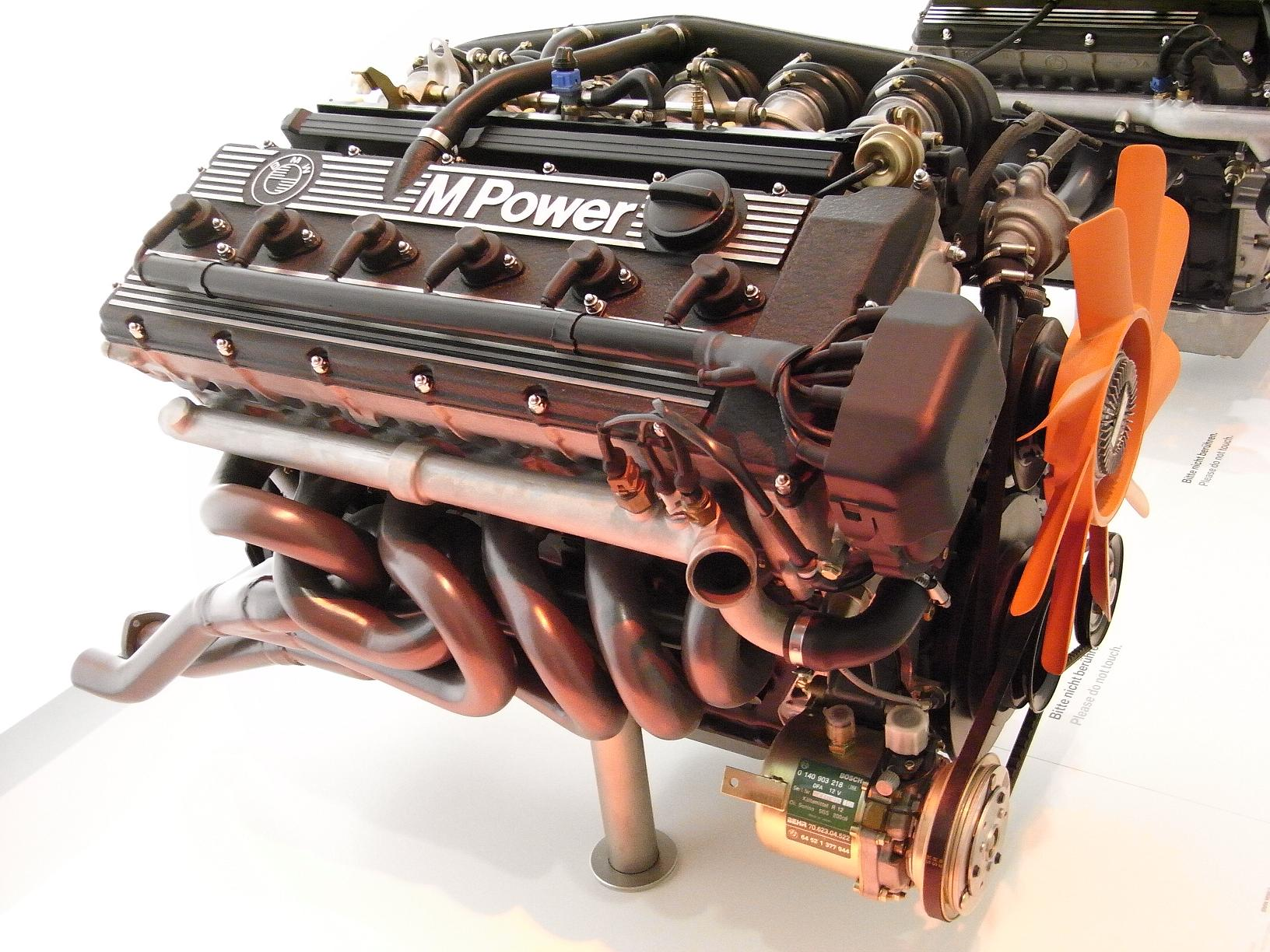
BMW M88/3

Questo motore, noto anche come S31B35ME, è la successiva evoluzione stradale del motore inizialmente montato sulla M1. Partendo dall'unità da 277 CV montata sulle M1 stradali, vennero effettuati pochi aggiornamenti (tra cui il passaggio dall'iniezione meccanica Kugelfischer a quella elettronica Bosch Motronic), tali per cui la potenza massima salì a 286 CV a 6500 giri/min, mentre la coppia massima si portò a 340 N·m a 4500 giri/min. 

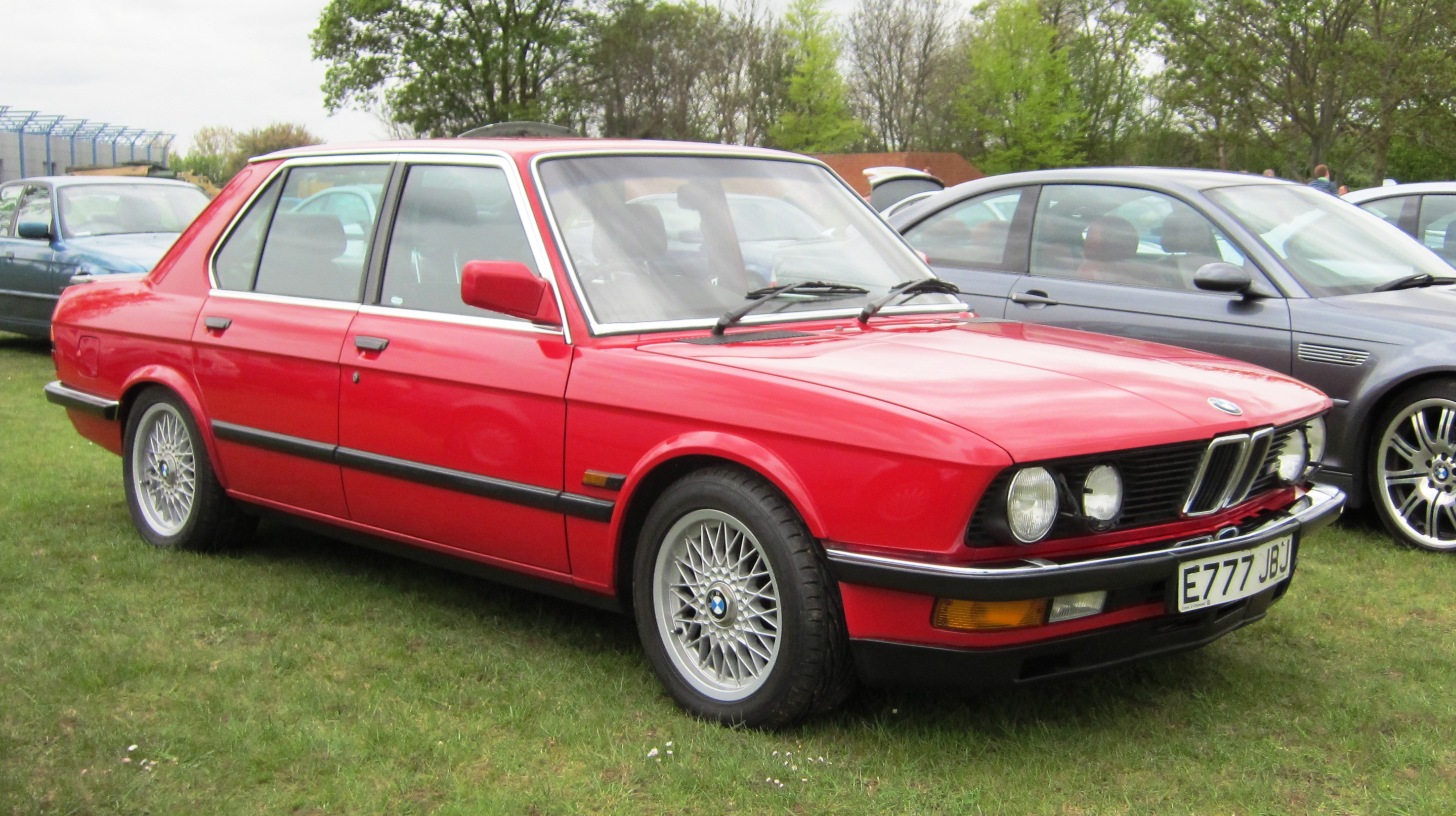
BMW M5 E28

Questo motore, sempre della cilindrata di 3453 cm³, fu montato su:
- BMW M5 della serie E28 (1984-88)
- BMW M635 CSi della serie E24 (1984-88)
- BMW 745i della serie E23 (1984-86), solo per il mercato sudafricano

### S38B35

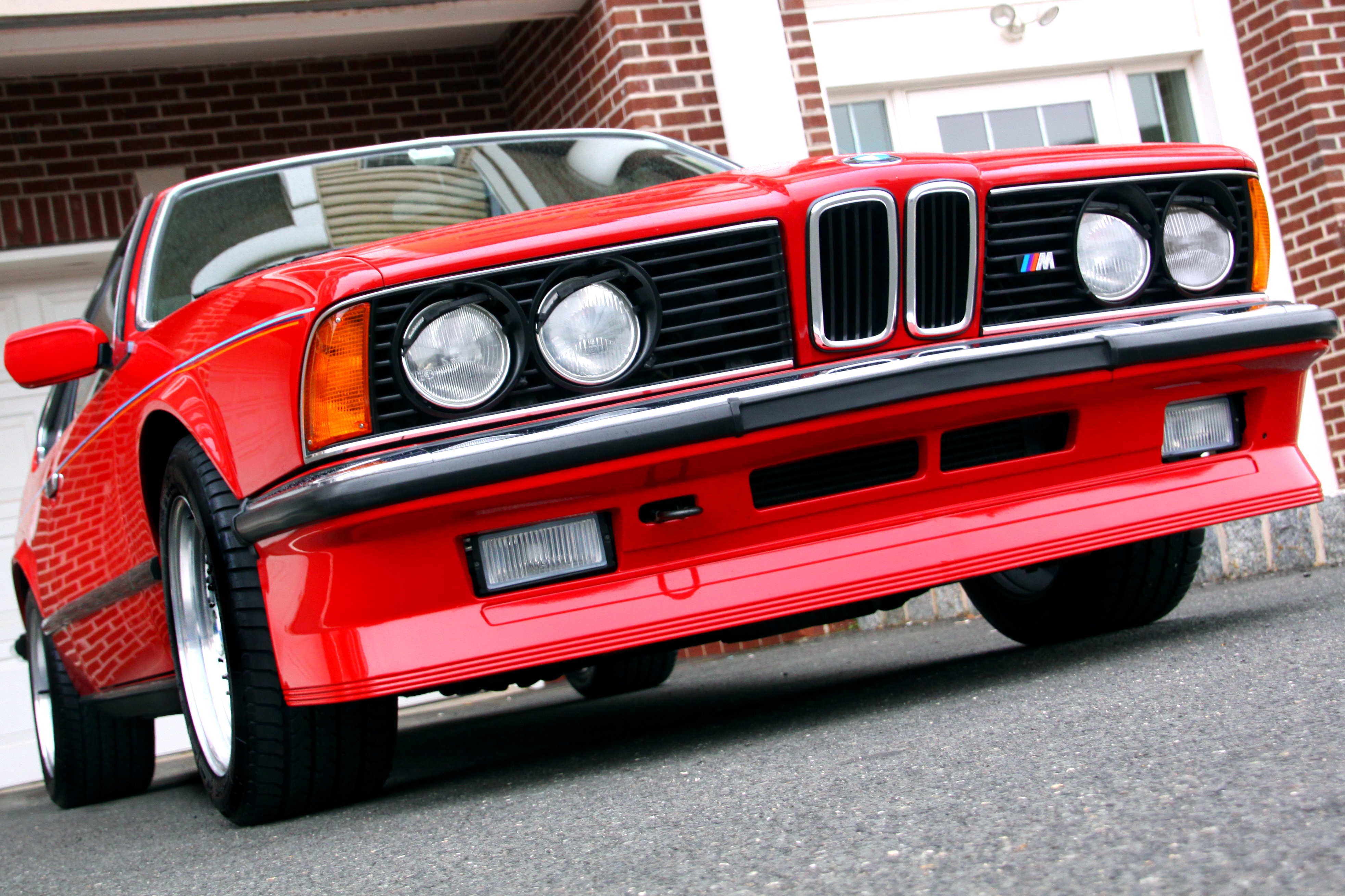
BMW M635CSi

Questo motore fu realizzato prevalentemente per il mercato statunitense, sebbene sia stato montato anche nelle versioni catalizzate della M635 CSi destinate al mercato europeo. Si trattava di una versione depotenziata del motore M88/3, creata appositamente per soddisfare le severe norme antinquinamento statunitensi. La potenza scese da 286 a 256 CV.
Questo motore venne montato solamente su modelli della Serie E24:
- BMW M6 (1987-89)
- BMW L6 (1987-89)
- BMW M635 CSi Kat (1988-89)

### S38B36
Questo motore fu montato sulle prime M5 E34, prodotte tra il 1989 ed il 1992. Derivato dal motore delle M635 CSi, rispetto a quest'ultimo venne leggermente allungata la corsa, da 84 ad 86 mm, grazie all'adozione di un nuovo albero a gomiti. Oltre a ciò, venne utilizzato anche un nuovo asse a camme e fu leggermente aumentato il rapporto di compressione. Anche la centralina elettronica venne cambiata e fu montata una Bosch DME M1.2.
La cilindrata salì a 3535 cm³, mentre la potenza massima raggiunse i 315 CV a 6900 giri/min, con un picco di coppia motrice pari a 361 N·m a 4750 giri/min. Nei mercati statunitense e svizzero, a causa di più severe norme antinquinamento, i valori massimi di potenza e coppia scesero rispettivamente a 310 CV e 359 N·m.

### S38B38

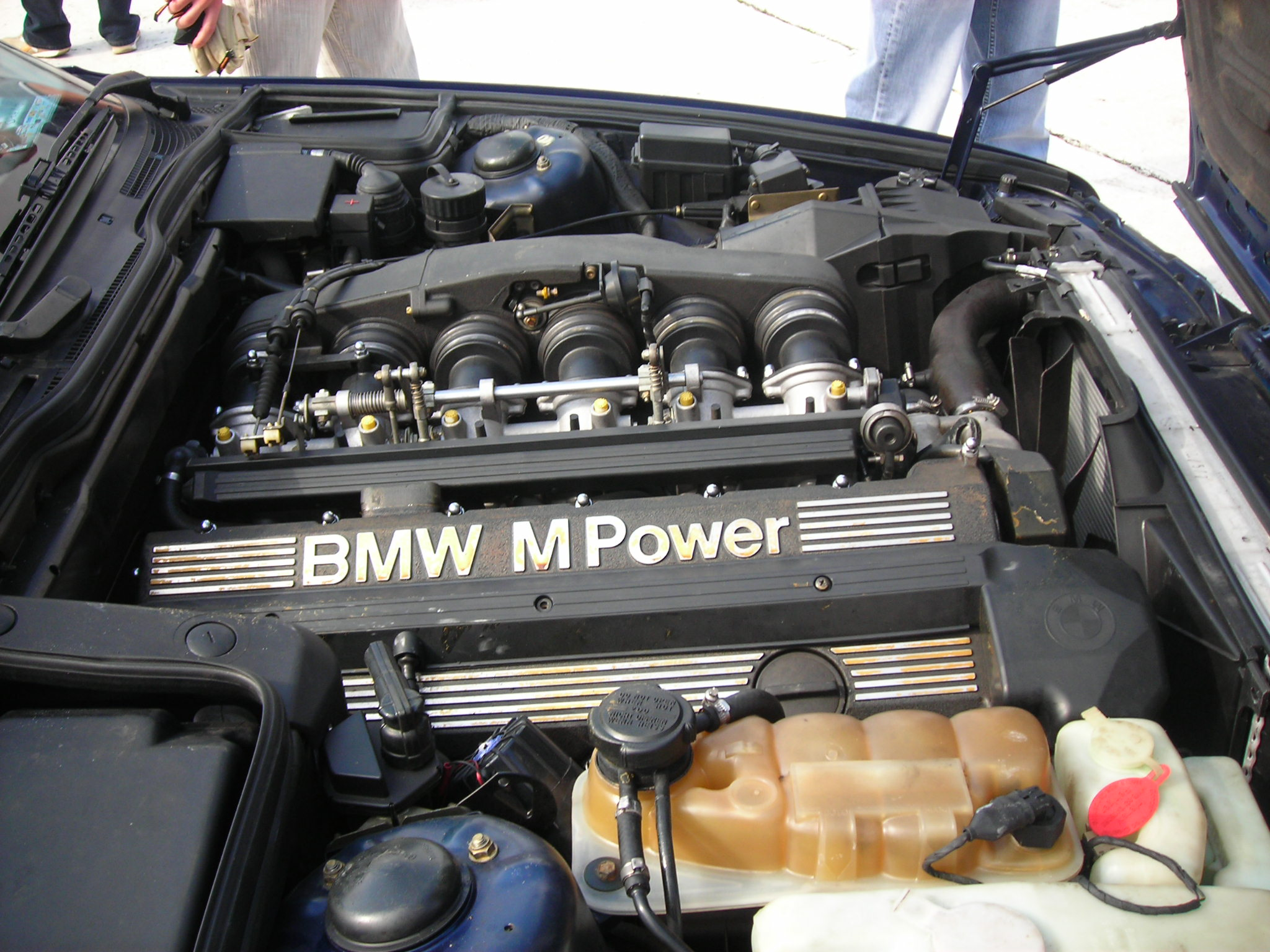
BMW S38 di una M5 E34

Questa è la sigla che indica l'ultima evoluzione di un motore della famiglia M88. È stato montato sulle ultime M5 E34 prodotte tra il 1992 ed il 1995 e destinate al mercato europeo.
Tale motore si basa direttamente sull'unità S38B36. L'alesaggio venne portato a 94,6 mm, mentre la corsa venne allungata e portata da 86 a 90 mm, con un conseguente aumento della cilindrata da 3535 a 3795 cm³. Anche la centralina elettronica cambiò nuovamente: al posto della precedente Bosch DME M1.2, venne installata una Bosch DME M3.3. La potenza massima raggiunse così i 340 CV a 6900 giri/min, con un valore di coppia massima pari a 400 N·m a 4750 giri/min.